# Paradijs
Het paradijs is volgens de joodse, christelijke en islamitische overlevering een oord waar het leven heerlijk is, waar overvloed heerst en geen ziekte, rampspoed of dood bestaat. Soms wordt hiermee het aardse paradijs, de Hof van Eden, bedoeld, soms het hemelse paradijs (de hemel). In de hiervan afgeleide niet-religieuze betekenis is een paradijs of een paradijselijk oord de ideale verblijfplaats.

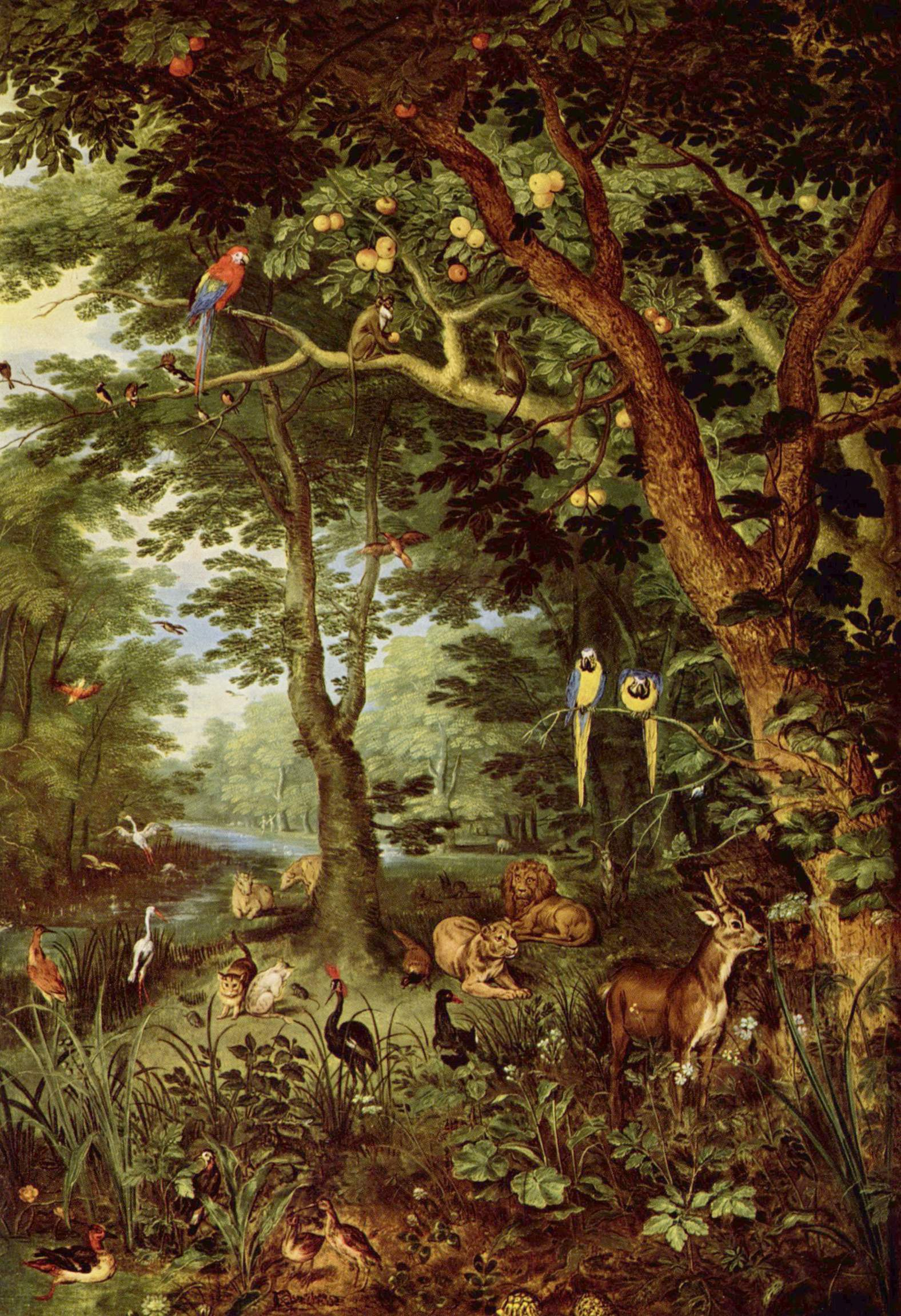
Het paradijs van Jan Brueghel de Oude

## Oorsprong van het concept paradijs

### Etymologische oorsprong
"Paradijs" is oorspronkelijk afgeleid van het oud-Perzische woord pairidaēza ("omwalling", "ronde omheining", "het omheinde") en verscheen als hiervan afgeleid begrip in de vorm פַּרְדֵּס pardes (vergelijk het Akkadische pardēsu) alleen in Hooglied 4:13, Prediker 2:5 en Nehemia 2:8 in de Masoretische tekst. Het betekende in de eerste plaats het omheinde park en duidde in het bijzonder in de achaemenidische tijd een vakterm aan voor de aangelegde parken van de sjah (vergelijk hiermee Prediker 2:5 en Nehemia 2:8). In relatie hiermee nam de Griekse historicus Xenophon (5e / 4e eeuw v.Chr.) het over in het Griekse παράδεισος.
De Septuagint gebruikte παράδεισος vooral daar waar van de goddelijke tuin d.w.z. de Tuin van Eden sprake is (Genesis 2-3; 13:10, Numeri 24:6, Jesaja 51:3, Ezra 28:13; 31:8-9; Joël 2:3, Sirach 24:30 (in sommige vertalingen 24:40), 40:17,27 (of 40:17,28)), verder als weergave van het Hebreeuwse פַּרְדֵּס pardes (Hooglied 4:13, Prediker 2:5 en Nehemia 2:8) en op sommige plaatsen voor tuin in het algemeen (Jesaja 1:30, Jeremia 36:5; vergelijk 2 Kronieken 33:20). Alleen in Genesis 2:15 vertaalt de Septuagint גַּן עֵדֶן ("Tuin van Eden") met παράδεισος ("Paradijs").

### Cultuurhistorische oorsprong
De tuin in het oude Nabije Oosten (Akkadisch kirū) is in essentie een omheinde (fruit)boomgaard, in de schaduw waarvan voedingsgewassen maar ook sierplanten konden gedijen. De behoefte aan voldoende water maakte nabijheid van een waterstroom noodzakelijk, waaruit het water via kanalen in de tuin geleid kon worden. Een tuin met een eigen waterbron gold als bijzonder kostbaar (vergelijk Jeremia 31:12, Hooglied 4:12). Als de opbrengsten het toelieten, kon een deel van het bezit als lusthof dienen. Hierdoor werd een dergelijke tuin verbonden aan de ervaring van vitaliteit en herschepping. Als plaats van symbolische overdracht van leven stond in Egypte de met een dijk uitgeruste tuin voor een nauw verband met het graf (vergelijk 2 Koningen 21:18, 26; 25:4).
Ook de godheden wisten de tuinen te waarderen (vergelijk Genesis 3:8). Tempeltuinen en -bossen zijn vooral bekend van Egypte, Mesopotamië en Elam. De Assyrische koning Sanherib liet bijvoorbeeld in het gebied van de akîtu-feesthuizen in Assoer een tuin aanleggen met meer dan 2000 bomen. Opgravingen in Assoer hebben afbeeldingen, inscripties en andere verbeeldingen van goddelijke tuinen opgeleverd die op veel onderdelen overeenkomen met de beschrijving van de Tuin van Eden in Genesis. Zo zijn daar de vier waterstromen (vergelijk Genesis 2:10), twee bomen met ovale voluutkronen en een krans van granaatappels die de godheid flankeren (vergelijk Genesis 2:9) en twee gevleugelde stieren als bewakers (vergelijk Genesis 3:24).
Dat ook Jeruzalem een tempeltuin had, kan worden opgemaakt uit Psalm 52:10 en 92:13, 14. Zo kon in de omgeving van het heiligdom in Jeruzalem de "tuin van JHWH" worden ervaren (Genesis 2-3; 13:10, Jesaja 51:13, Ezechiël 28:13; 31:9).

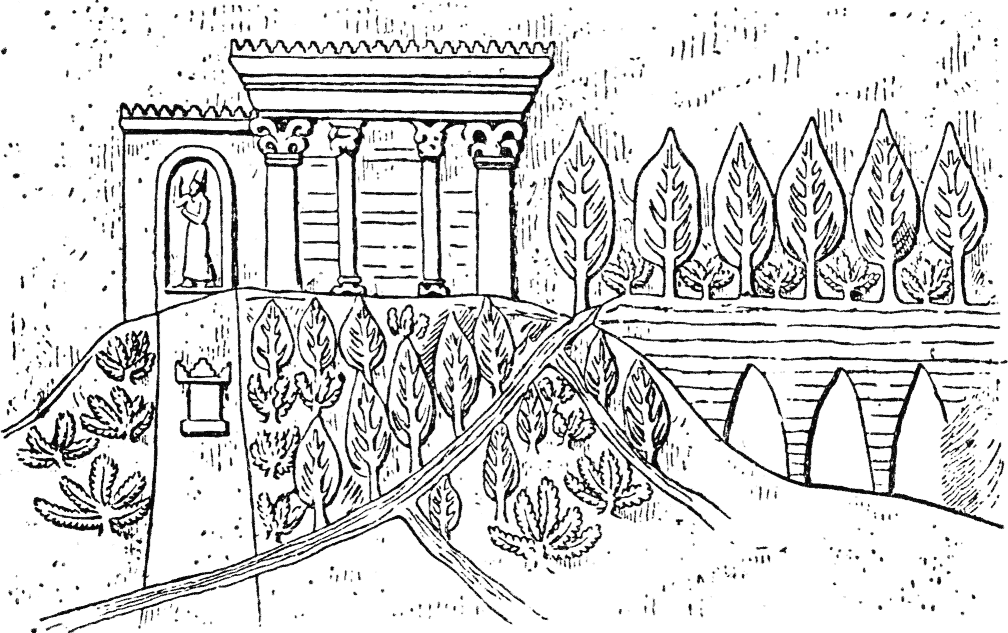
Bas-reliëf dat vermoedelijk de paleistuin van Assurbanipal toont (ca. 650 v.Chr.)

De lusthoven (παράδεισοι) van vooral de Nieuw-Assyrische en Perzische koningen drukten hun ideologie van heerschappij als sjah uit. Een reliëf in het noordelijk paleis van Assurbanipal in Nineve stelt vermoedelijk een paleistuin van Assurbanipal voor. De op een berg gelegen tuin wordt door een van rechts komend aquaduct en een netwerk van kanalen van water voorzien. Een via sacra met daarop een altaar leidt de berg op naar een paviljoen of een (privé-)tempel met een beeld van de koning. Als het groeide en bloeide rondom de koning, gold dat als een teken van goddelijke nabijheid. Planten en dieren uit de veroverde landen in de allesomvattende paleistuin modelleerden de wereld als een geordende kosmos en boekstaafden de aanspraken op alomvattende heerschappij van de sjah. Veelzeggend wordt op het onderste deel van dit reliëf in drie registers de deportatie van Elamitische aartsrivalen afgebeeld.
Ook davidische koningen in de Nieuw-Assyrische tijd bezaten een paleistuin. Deze diende tegelijk als koninklijke graftombe (2 Koningen 21:18; 25:4) en bestond nog in de achaemenidische tijd (Nehemia 2:8 [פַּרְדֵּס pardes]; 3:15).
De Bijbelse voorstelling van het paradijs sluit aan bij de voorstellingen van tempel- en paleistuinen in het antieke Nabije Oosten. Gelijktijdig behoort ze tot het terrein van concepten waardoor de ambivalentie van de hunkering naar een abstracte en ethisch betere wereld, die in ruimte en tijd gescheiden is van de huidige wereld, opgelost wordt. Van de voorbeelden uit het antieke Nabije Oosten moet vooral de Sumerische mythe van Enki, Ninsikila en Ninhursag worden vermeld, die de stad of het land Dilmun als een plaats beschreef waarin in de oertijd de relatie tussen mens en dier resp. dieren ongeschonden was en waar de mens zonder ziekte en ouderdom leefde.

## Paradijsvertelling in Genesis 2:4b - 3:24

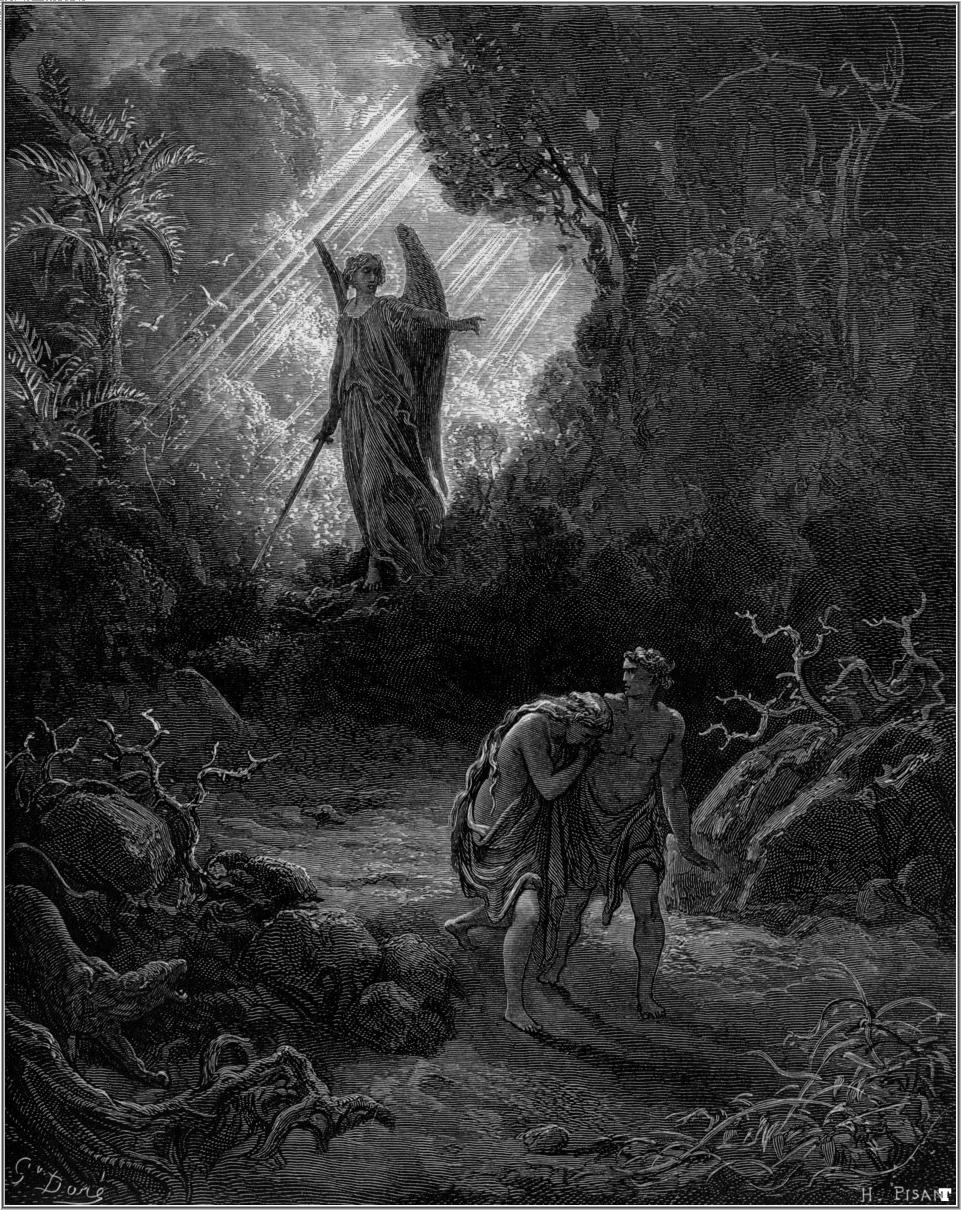
Adam en Eva uit het paradijs verdreven. Een cherub met zwaard bewaakt de toegang (Gustave Doré)

Volgens de paradijsvertelling schiep God de hemel en aarde, maar was er op de hele aarde nog geen plant of struik opgeschoten, want het had nog niet geregend en er waren nog geen mensen om de aarde te bewerken. Uit de aardbodem maakte Hij de mens en plantte een tuin in Eden in het oosten. In het midden stond de boom des levens en er groeide ook een boom van de kennis van goed en kwaad. Hij zette de mens in de tuin en verbood hem te eten van de boom van kennis van goed en kwaad.
God vond het niet goed dat de man alleen zou blijven en wilde een helper voor hem maken. Daarom maakte God alle in het wild levende dieren en vogels. De mens kreeg als taak alle dieren een naam te geven, dus God bracht alle dieren voor de mens, maar een helper vond deze niet. Daarom liet God de mens in een diepe slaap vallen, nam een rib weg en maakte daarvan een vrouw. De mens herkende haar als 'zijn eigen gebeente en zijn eigen vlees'. De man en vrouw waren naakt, maar schaamden zich niet.
De slang verleidde de vrouw om - tegen het goddelijk verbod in - van de boom van kennis van goed en kwaad te eten, omdat God zou weten dat de ogen van de mensen open zouden gaan als ze kennis hebben van goed en kwaad. Nadat de vrouw een vrucht gegeten had en ook haar man een vrucht gegeven had, gingen hun ogen open en beseften ze dat ze naakt waren. Ze plukten vijgenbladeren en bedekten zich daarmee. Toen God op het winderige gedeelte van de dag in de tuin kwam wandelen, verborgen de man en vrouw zich tussen de bomen. Toen God de man riep en vroeg waarom hij zich verborg, antwoordde de mens "omdat ik naakt ben". God vroeg daarop aan de mens of hij van de boom had gegeten, waarna de man de vrouw beschuldigde. Deze verklaarde dat ze verleid was door de slang. God vervloekte de slang en verklaarde dat vijandschap zou heersen tussen de nakomelingen van de slang en de vrouw. De nakomelingen van de slang zouden in de hielen van de vrouw bijten en zelf worden vertrapt. De vrouw zou heftige pijnen lijden tijdens de zwangerschap en de bevalling en de man zou heersen over de vrouw. De aarde zou doornen en distels voortbrengen en pas na zware arbeid voedsel voortbrengen. Zweten zou hij voor zijn brood, totdat hij zou terugkeren tot de aarde. "Stof ben je, tot stof keer je terug."
Hierna noemde de man de vrouw Eva. God maakte van dierenvellen kleren voor de man en Eva. Omdat Hij vreesde dat ze van de levensboom zouden eten, verjoeg Hij hen uit de tuin. Ten oosten van de tuin werd een cherub aangesteld die met zijn vlammend zwaard de weg naar de boom des levens bewaakt.

### Structuur
De vertelling die zich aaneenschakelt in Genesis 2 en 3 valt uiteen in: Genesis 2:4b-7; 2:8-15, 2:16-17; 2:18-25; 3:1-6; 3:7-13; 3:14-19; 3:20-24. Het was een etiologische verklaring van de huidige leefwereld van de mensheid (vergelijk i.h.b. Genesis 2:5 en 3:23). Deze is in vergelijking met het paradijs slechter geworden. De volgende contrasten worden beeldend tegenover elkaar gezet:
- de tuin als leefruimte (Genesis 2:8,9,10,15,16; 3:1,2,38,10,23,24) tegenover de akker (Genesis 2:5; 3:17-18,23)
- de bevloeiing van de tuin door een altijd opborrelende bron (Genesis 2:6) tegenover de nog onbeschikbare regen (Genesis 2:5, 3:18)
- de veranderde gemeenschapsverhouding met de dieren (Genesis 2:19 tegenover 3:14,15,21) en tussen man en vrouw (Genesis 2:23-25 tegenover Genesis 3:7,10,16)

De beschrijving van de wereld voor en na de verleiding (Genesis 3:1-6) zijn daarbij zo op elkaar betrokken "dat de vertelling over de scheppingsgebeurtenissen in Genesis 2 slechts datgene noemt wat voor de vloek-episode gebruikt wordt". Het verhaal is gestructureerd als een palindroom met de verleiding (Genesis 3:1-6) in het centrum:
- Genesis 2:5 / Genesis 3:23;
- Genesis 2:7 / Genesis 3:19;
- Genesis 2:17 / Genesis 3:17;
- Genesis 2:23-24 / Genesis 3:16;
- Genesis 2:25 / Genesis 3:7;
- Genesis 3:1-6.

Hierbij is de verleiding (Genesis 3:1-6) op diverse manieren met de context vervlochten, zoals door:
- het toevoegen van de slang aan de dieren van het veld (Genesis 3:1 / Genesis 2:19);
- het teruggrijpen op het verbod uit 2:17;
- de motivering van de strafspreuk tegen de mensheid in 3:17;
- de door het bijvoeglijke ‘ārom / ‘êrom ("naakt") en ‘ārûm ("listig", "sluw") in Genesis 2:25; 3:7,10 / 3:1 gevormde paronomasie;
- het 'als goden zijn' als resultaat van het eten in Genesis 3:5 / 3:22.

### Context
De overlevering over Eden die in de omgeving van Jeruzalem ontstond, toont conceptueel een antropogonie in twee stappen. De mens werd - zoals in vrijwel alle overleveringen in het Nabije Oosten - gevormd uit aarde-achtige materie, maar heeft in tegenstelling tot de andere overleveringen geen bloedband met de godheden. Een mythisch of goddelijk verband met de aarde-achtige materie ontbreekt volledig. Het tot leven komen gebeurde toen de Schepper-god de mens levensadem inblies. In de weergave van de scheppingsdaad in Genesis 2:7 werd de mens een "levend wezen" (נֶפֶשׁ חַיָּה) en daarin niet ongelijk aan de dieren, zoals blijkt uit het zeer oude aanhangsel נֶפֶשׁ חַיָּה in 2:19, dat teruggreep op de Priestercodex (P) (zie onder andere Genesis 1:20,21,24,30; 9:10; Leviticus 11:10,46). De mens werd in Genesis 2:7 dus als een natuurwezen en nog niet als een cultuurwezen geschapen. De gave van cultuur verwierf hij zelfstandig bij een tweede stap, namelijk door de 'aanraking' van de paradijsboom (Genesis 3:3).
De paradijsoverlevering greep hierbij terug op een thema van de val van de wereldboom, dat reeds in oude geschriften uit het Nabije Oosten kan worden aangetroffen. De val van de wereldboom kon samenhangen met het verlies van het koningschap (Ezechiël 31; Daniël 4). Het kon echter ook het grijpen van koninklijke heerschappij dienen. Zo zou in de mythe over "Gilgamesj en de chuluppu-boom" de held voor de godin Inanna de wereldboom-achtige chuluppu-boom vellen, zodat daaruit de troon en het bed van de godin gemaakt konden worden. In de oudere paradijsoverlevering verwierf de mens door het 'aanraken' van de wereldboom het koninklijke predicaat van godgelijk wezen en de wijsheid (vergelijk Genesis 3:5 met 2 Samuel 14:17,20; 1 Koningen 3:1-15, 16-28; 5:1-14; Jesaja 11:2). Met deze daad voltrok zich de overgang van natuurwezen naar cultuurwezen. Dientengevolge werd de mens aan het einde van het verhaal uit de tuin gestuurd (Genesis 3:23), want de verworven gave van cultuur maakte hem geschikt voor een wereld buiten de wonderbaarlijke tuin.
Deze vorm van antropogonie in twee stappen is in meerdere antieke overleveringen uit het Nabije Oosten bekend. Volgens de Gilgamesj-epos werd Enkidoe (de vriend van Gilgamesj) eerst als een dierlijke wildeman geschapen en door gemeenschap met een prostituee beschaafd. Een antropogonie in twee stappen komt ook naar voren in het Sumerische twistgesprek tussen "Moederschaap en Graan".

## Het paradijs in het jodendom
Binnen het jodendom betekent het paradijs de plaats waar de ziel van de dode naartoe gaat en waar die terugkomt bij God, de oorsprong van al het leven.

## Het paradijs in het christendom
Het christendom gebruikt het begrip paradijs ook voor de plaats waar iemand na zijn dood naartoe kan gaan, een plaats waar God is (als equivalent van de hemel).
Paulus sprak over "een volgeling van Christus" die werd weggevoerd naar de "derde hemel", het paradijs, waar hij "woorden hoorde die door geen mens mogen worden uitgesproken" (2 Korintiërs 12:2-4).
Openbaring van Johannes noemt "een nieuwe hemel en een nieuwe aarde", een heilige stad Jeruzalem die vanuit de hemel neerdaalt en waar een rivier ontspringt "met water dat leven geeft". "In het midden van het plein van de stad en aan weerskanten van de rivier stond een levensboom. ... De bladeren van de boom brachten de mensen genezing. Er zal niets meer zijn waarop nog een vloek rust" (Openbaring 21, 22). Het is de omkering van het paradijsverhaal.

## Het paradijs in de islam
De islam kent het begrip "paradijs" ook; het is de plaats waar zij die hebbend geloofd en goed hebben geleefd (Soera 2:82), na hun dood naartoe gaan, als de balans waarop hun goede en slechte daden gewogen worden doorslaat naar het goede (Soera 7:8-9). Het islamitische paradijs kent volgens de Koran vele zichtbare en lijfelijke geneugten, die door gelovigen vaak letterlijk worden opgevat, maar door veel islamgeleerden meestal allegorisch worden geïnterpreteerd. Het zou een groene tuin zijn met veel bomen, fruit, schaduw en rivieren. Daarnaast bevinden zich er de zogeheten hoeri's. Net als het drinken van wijn in het Paradijs (waar men niet dronken van wordt) (Soera 37:45-47 en 83:25) worden deze ayat zo geïnterpreteerd dat de aardse zonden er niet zullen bestaan.

## Andere invulling van het begrip paradijs
Ook in De tuin van het paradijs, van Hans Christian Andersen, verzinkt de tuin. In het Oude Egypte was het paradijs Aaloe, het rijk van de zonnegod in het Oosten.

## Afgeleide betekenissen
Veel dingen en zaken zijn vernoemd naar het Bijbelse paradijs, soms ironisch bedoeld. Zo is het een meestal hooggelegen galerij in een kerk of theater (zie het artikel Paradijs (architectuur)). Ook zijn enkele plaatsen en buurten ernaar vernoemd, zoals het gehucht Paradijs in België, de buurtschappen Paradijs bij Terneuzen en Paradijs bij De Weere, en de wijk Paradijs in Breda. Zie ook Paradise en Paradis voor andere plaatsnamen.